# Rond wintergroen
Rond wintergroen (Pyrola rotundifolia) is een groenblijvende, vaste plant die behoort tot de heidefamilie (Ericaceae). Het is een plant van vochtige, voedselarme, humusrijke grond tussen kruipwilg, in lichte loofbossen, vennen en bij leemkuilen. De plant komt van nature voor in de noordelijke streken van Eurazië en Noord-Amerika. De plant komt in Nederland voornamelijk voor in de kuststreek en op de waddeneilanden. De soort staat op de Nederlandse Rode lijst van planten als vrij zeldzaam en matig in aantal afgenomen.
Vroeger werd de plant "rondbladig wintergroen" genoemd.
De plant wordt 10-35 cm hoog, vormt een bladrozet en heeft iets leerachtige, ronde tot eironde, glanzende, gekartelde bladeren.
Rond wintergroen bloeit van mei tot oktober met 0,6-1 cm lange, witte, klokvormige, zwak geurende bloemen. De bloeiwijze is een tros. De kelkslippen zijn lancet- of tongvormig. De stijl is S-vormig naar beneden gekromd en langer dan de bloemkroon. De stengelomvattende schutbladen zijn eirond tot lancetvormig.
De vrucht is een doosvrucht.
De plant heeft een mycotrofe mycorrhiza. Ook voor de kieming zijn deze mycorrhiza van groot belang.